# 兒の森

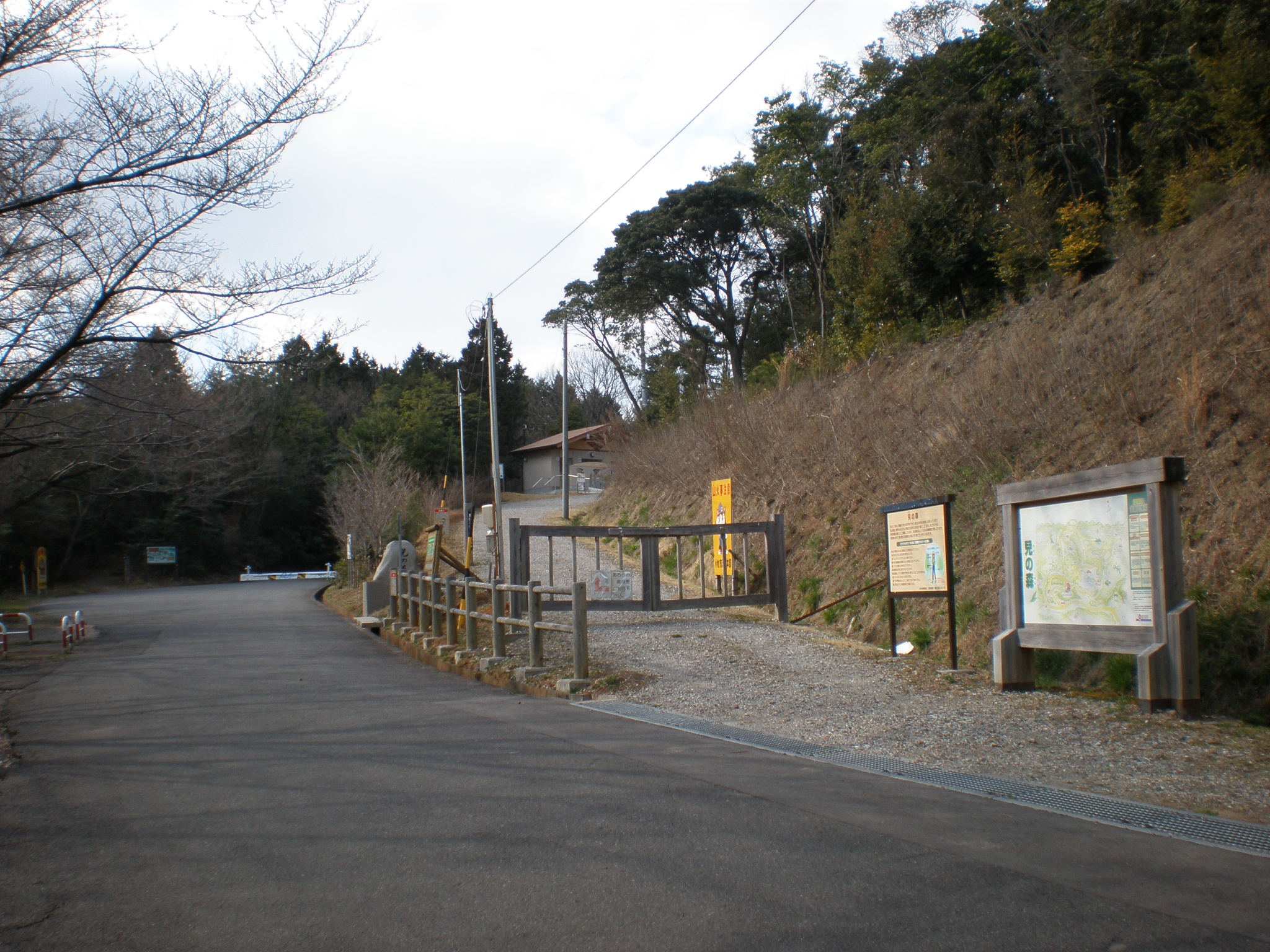
入り口

兒の森（ちごのもり）とは、愛知県小牧市東部の丘陵地に設けられた生活環境保全林である。

## 概要
2003年（平成15年）から愛知県によって整備された。敷地面積は17ha。登山道や休憩所、展望台などが整備されている。また西山と本堂ヶ峰と言う2つの山がある。
名称は公募にて決定。森のすぐ近くにある児神社から「児（兒）」の字を取って付けられた。

## 歴史
- 2003年（平成15年） - 愛知県による整備開始。
- 2006年（平成18年）4月16日 - オープン。

## 施設
- 散策路
- 作業小屋
- 東屋
- 駐車場 - 小牧市温水プール第2駐車場
- トイレ

## 所在地
- 愛知県小牧市大字野口・大字大山地内

## 交通手段
- こまき巡回バスの「温水プール前」停留所下車。

## 周辺
- 白山
  - ふれあいの森
  - 白山社
- 大山廃寺跡
- 児神社